# Medalistki igrzysk olimpijskich w kolarstwie

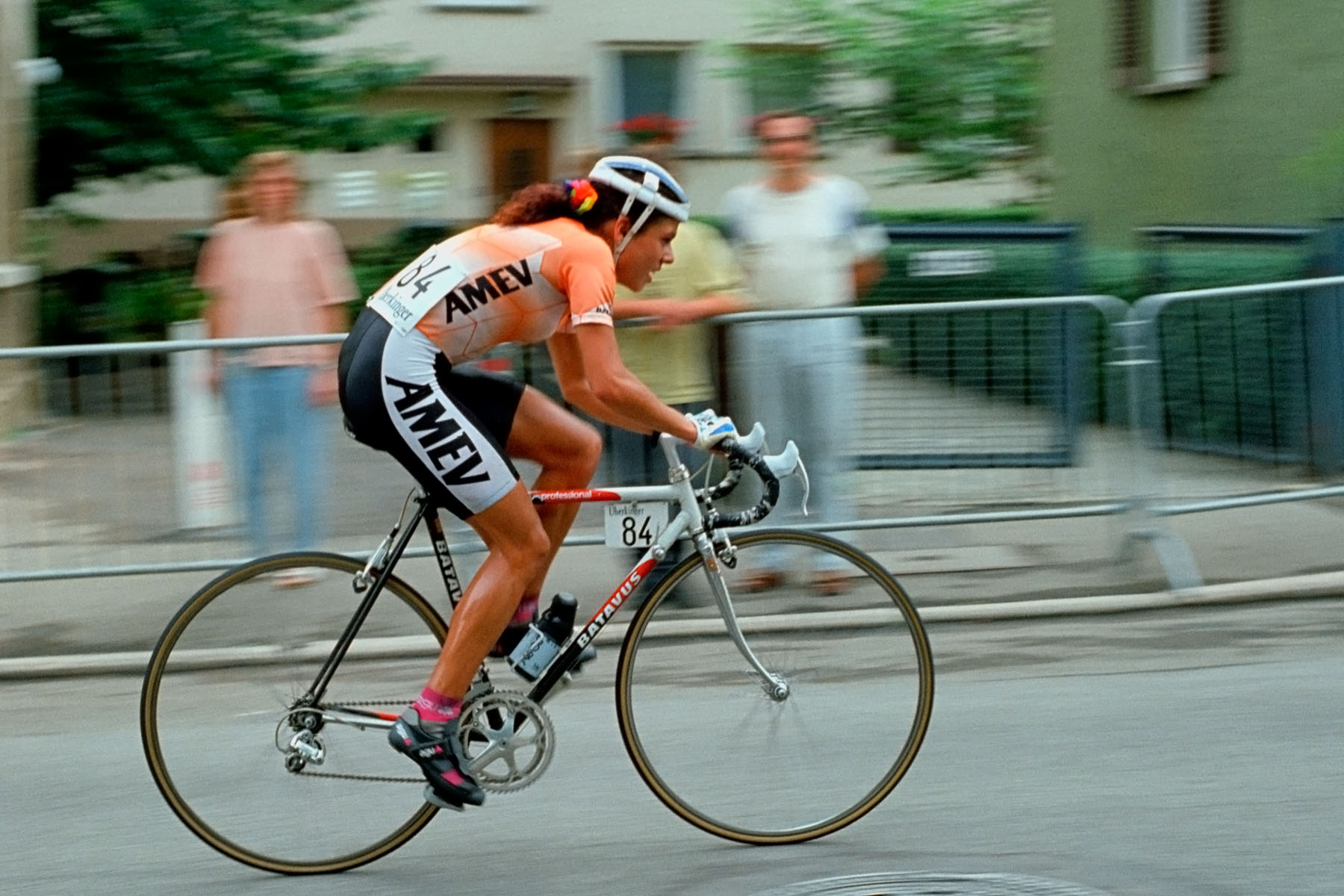
Leontien van Moorsel – pięciokrotna medalistka olimpijska w kolarstwie

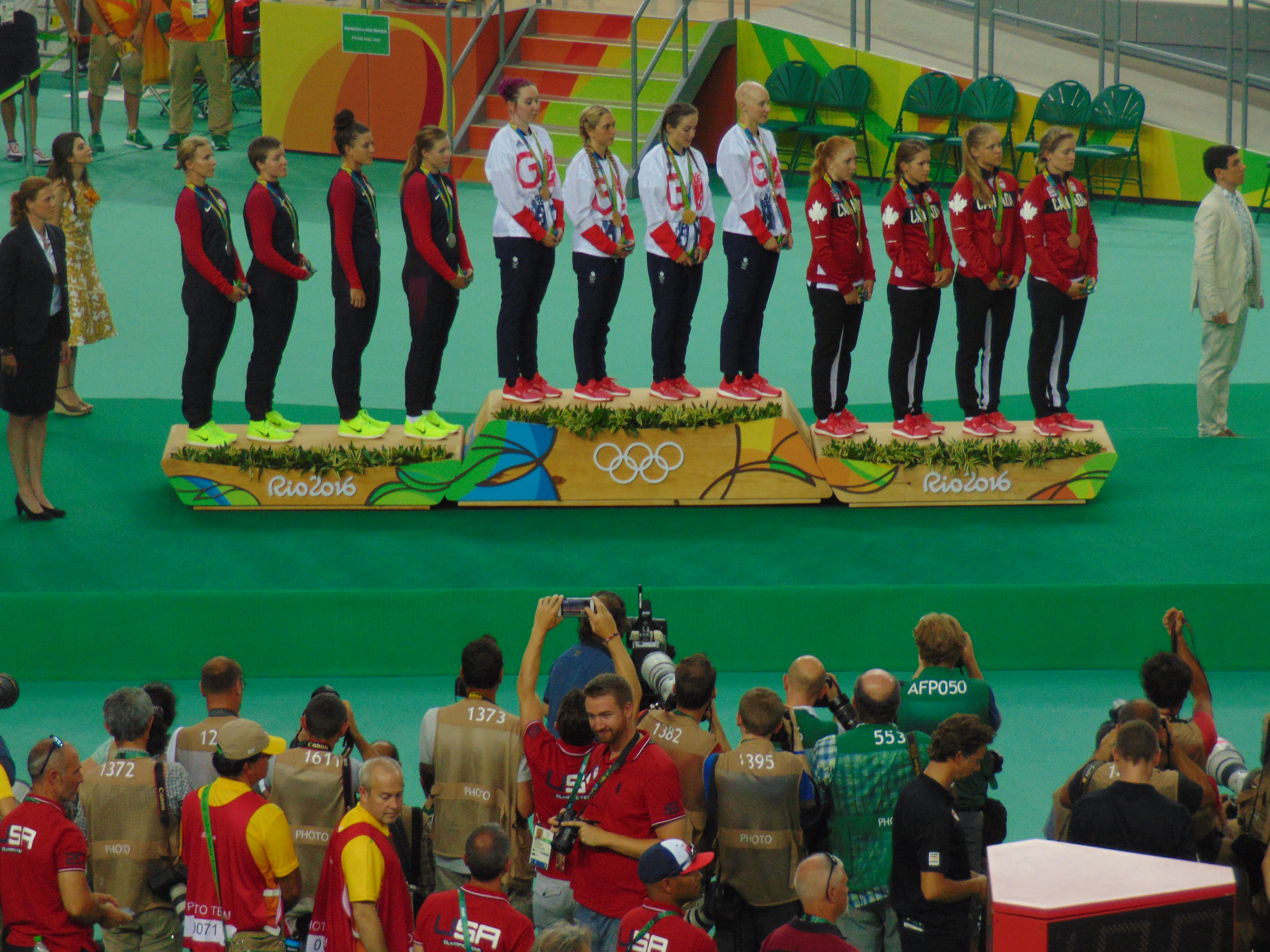
Medalistki olimpijskie w wyścigu drużynowym na dochodzenie podczas igrzysk w Rio de Janeiro w 2016 roku

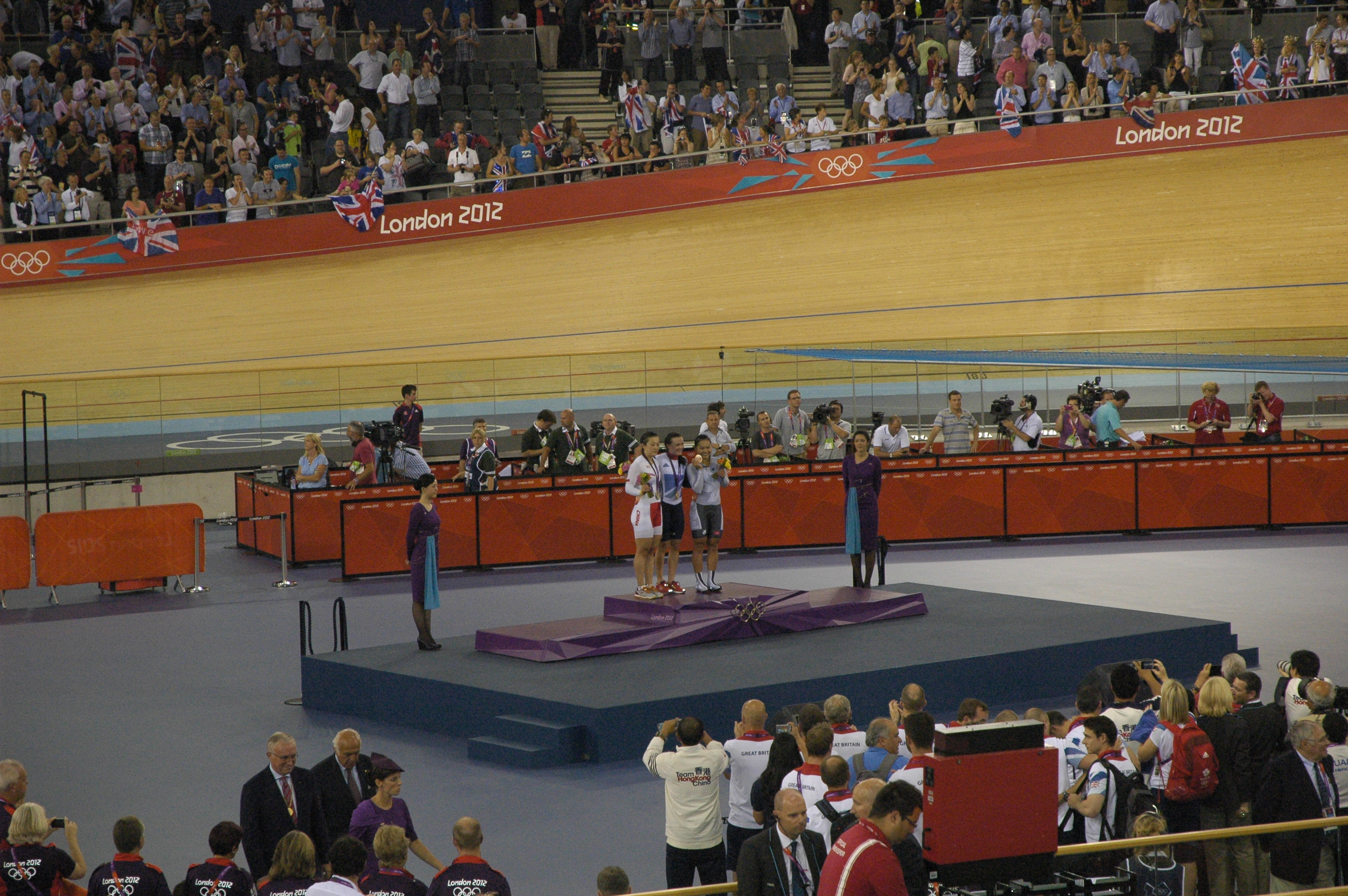
Medalistki olimpijskie w keirinie podczas igrzysk w Londynie w 2012 roku

Medalistki igrzysk olimpijskich w kolarstwie – zestawienie zawodniczek, które przynajmniej raz stanęły na podium zawodów olimpijskich w kolarstwie.
Medale olimpijskie w kolarstwie przyznawane są w jego czterech odmianach – kolarstwie szosowym, torowym, górskim i BMX.
Kolarstwo znajduje się w programie letnich igrzysk olimpijskich od ich pierwszej nowożytnej edycji w 1896 roku. W latach 1896–1980 o medale olimpijskie rywalizowali wyłącznie mężczyźni. Pierwszą konkurencją kobiet włączoną do programu olimpijskiego był wyścig ze startu wspólnego w kolarstwie szosowym podczas igrzysk w Los Angeles w 1984 roku. Na kolejnych igrzyskach systematycznie zwiększano liczbę konkurencji kolarskich wśród kobiet – w 1988 roku w Seulu rozegrano sprint indywidualny w kolarstwie torowym, w 1992 roku w Barcelonie dołączono wyścig indywidualny na dochodzenie, w 1996 roku w Atlancie zadebiutowały jazda indywidualna na czas, wyścig punktowy i kolarstwo górskie (cross-country), a w 2000 roku w Sydney wyścig na 500 m na czas w kolarstwie torowym. Tę ostatnią konkurencję rozegrano tylko dwukrotnie, od igrzysk w Pekinie nie ma jej w programie olimpijskim. Od 2008 roku rozgrywane są natomiast zawody indywidualne w kolarstwie BMX. Podczas igrzysk w Londynie kalendarz zawodów olimpijskich uległ znacznym zmianom – zaprzestano rozgrywać wyścig punktowy i wyścig indywidualny na dochodzenie, natomiast do programu włączono keirin, omnium, wyścig drużynowy na dochodzenie i sprint drużynowy.
Najwięcej medali olimpijskich w konkurencjach kobiet we wszystkich odmianach kolarstwa zdobyły zawodniczki z Holandii. W ich dorobku jest 17 medali – 9 złotych, 2 srebrne i 6 brązowych. Tyle samo medali zdobyły reprezentantki Stanów Zjednoczonych, jednak na ich koncie jest mniej złotych medali, w efekcie czego plasują się w klasyfikacji państw na czwartym miejscu. Drugie miejsce z 16 medalami (8 złotych, 6 srebrnych i 2 brązowe) zajmuje Wielka Brytania, a trzecie Francja (13 medali – 7 złotych, 5 srebrnych i 1 brązowy).
Najbardziej utytułowaną zawodniczką jest Leontien van Moorsel, która zdobyła cztery złote i jeden srebrny medal. Cztery złota olimpijskie ma na koncie również Laura Trott. Z kolei najwięcej medali wszystkich kruszców ma w swoim dorobku Anna Meares, która stała na podium olimpijskim sześciokrotnie, zdobywając dwa złote, jeden srebrny i trzy brązowe medale. W kolarstwie szosowym najbardziej utytułowana jest Leontien van Moorsel (3 złote medale), w kolarstwie torowym – Laura Trott (4 złote medale), w kolarstwie górskim – Paola Pezzo (2 złote medale), a w kolarstwie BMX – Mariana Pajón (2 złote medale).

## Medalistki chronologicznie

### Kolarstwo szosowe

#### Wyścig ze startu wspólnego
Wyścig ze startu wspólnego kobiet jest częścią programu olimpijskiego od igrzysk w Los Angeles w 1984 roku. Była to pierwsza kolarska konkurencja kobiet wprowadzona do igrzysk olimpijskich. W 1984 roku dystans wyniósł 79,2 km, w 1988 roku w Seulu – 82 km, w 1992 roku w Barcelonie – 81 km, w 1996 roku w Atlancie – 104 km, w 2000 roku w Sydney – 126 km, w 2004 roku w Atenach – 118,8 km, w 2008 roku w Pekinie – 126 km, w 2012 roku w Londynie – 140 km, a w 2016 roku w Rio de Janeiro – 136,9 km.
Najbardziej utytułowaną zawodniczką w tej konkurencji jest Jeannie Longo-Ciprelli z jednym złotym i jednym srebrnym medalem. Po dwa medale wywalczyły również Monique Knol i Emma Johansson. W tabeli przedstawiono medalistki w wyścigu ze startu wspólnego w latach 1984–2016.
| Rok i miejsce        |                   | Złoto                  |                   | Srebro                 |          | Brąz                 | Źr.    |
| -------------------- | ----------------- | ---------------------- | ----------------- | ---------------------- | -------- | -------------------- | ------ |
| 1984, Los Angeles    | Stany Zjednoczone | Connie Carpenter       | Stany Zjednoczone | Rebecca Twigg          |          | Sandra Schumacher    | [ 14 ] |
| 1988, Seul           | Holandia          | Monique Knol           |                   | Jutta Niehaus          |          | Laima Zilporytė      | [ 15 ] |
| 1992, Barcelona      | Australia         | Kathy Watt             | Francja           | Jeannie Longo-Ciprelli | Holandia | Monique Knol         | [ 16 ] |
| 1996, Atlanta        | Francja           | Jeannie Longo-Ciprelli | Włochy            | Imelda Chiappa         | Kanada   | Clara Hughes         | [ 17 ] |
| 2000, Sydney         | Holandia          | Leontien van Moorsel   | Niemcy            | Hanka Kupfernagel      | Litwa    | Diana Žiliūtė        | [ 18 ] |
| 2004, Ateny          | Australia         | Sara Carrigan          | Niemcy            | Judith Arndt           | Rosja    | Olga Slusariewa      | [ 19 ] |
| 2008, Pekin          | Wielka Brytania   | Nicole Cooke           | Szwecja           | Emma Johansson         | Włochy   | Tatiana Guderzo      | [ 20 ] |
| 2012, Londyn         | Holandia          | Marianne Vos           | Wielka Brytania   | Elizabeth Armitstead   | Rosja    | Olga Zabielinska     | [ 21 ] |
| 2016, Rio de Janeiro | Holandia          | Anna van der Breggen   | Szwecja           | Emma Johansson         | Włochy   | Elisa Longo Borghini | [ 22 ] |

#### Jazda indywidualna na czas
Jazda indywidualna na czas kobiet przeprowadzana jest w ramach igrzysk olimpijskich od 1996 roku. Wówczas dystans do pokonania przez zawodniczki liczył 26 km, w 2000 roku w Sydney trasa wyniosła 28,8 km, w 2004 roku w Atenach – 24 km, w 2008 roku w Pekinie – 23,5 km, w 2012 roku w Londynie – 29 km, a w 2016 roku w Rio de Janeiro – 29,8 km.
Najbardziej utytułowaną zawodniczką w tej konkurencji jest Kristin Armstrong z trzema tytułami mistrzyni olimpijskiej. Poniżej przedstawiono medalistki w jeździe indywidualnej na czas w latach 1996–2016.
| Rok i miejsce        |                   | Złoto                |                   | Srebro                 |          | Brąz                   | Źr.    |
| -------------------- | ----------------- | -------------------- | ----------------- | ---------------------- | -------- | ---------------------- | ------ |
| 1996, Atlanta        | Rosja             | Zulfija Zabirowa     | Francja           | Jeannie Longo-Ciprelli | Kanada   | Clara Hughes           | [ 28 ] |
| 2000, Sydney         | Holandia          | Leontien van Moorsel | Stany Zjednoczone | Mari Holden            | Francja  | Jeannie Longo-Ciprelli | [ 29 ] |
| 2004, Ateny          | Holandia          | Leontien van Moorsel | Stany Zjednoczone | Dede Barry             |          | Karin Thürig           | [ 30 ] |
| 2008, Pekin          | Stany Zjednoczone | Kristin Armstrong    | Wielka Brytania   | Emma Pooley            |          | Karin Thürig           | [ 31 ] |
| 2012, Londyn         | Stany Zjednoczone | Kristin Armstrong    | Niemcy            | Judith Arndt           | Rosja    | Olga Zabielinska       | [ 32 ] |
| 2016, Rio de Janeiro | Stany Zjednoczone | Kristin Armstrong    | Rosja             | Olga Zabielinska       | Holandia | Anna van der Breggen   | [ 33 ] |

### Kolarstwo torowe

#### Sprint indywidualny
Sprint indywidualny kobiet jest częścią programu igrzysk olimpijskich od 1988 roku. W latach 1988–2000 dystans do pokonania wynosił 4 okrążenia, czyli 1000 m, od 2004 roku wynosi 3,5 okrążenia (875 m) w wyścigach eliminacyjnych i 3 okrążenia (750 m) w wyścigach fazy zasadniczej. Najbardziej utytułowanymi zawodniczkami w tej konkurencji są Erika Salumäe i Félicia Ballanger z dwoma złotymi medalami. Najwięcej medali wszystkich kolorów zdobyła natomiast Anna Meares (złoty, srebrny i brązowy). W tabeli zaprezentowane zostały medalistki w sprincie indywidualnym w latach 1988–2016.
| Rok i miejsce        |                 | Złoto              |                 | Srebro             |                   | Brąz           | Źr.    |
| -------------------- | --------------- | ------------------ | --------------- | ------------------ | ----------------- | -------------- | ------ |
| 1988, Seul           |                 | Erika Salumäe      |                 | Christa Luding     | Stany Zjednoczone | Connie Young   | [ 34 ] |
| 1992, Barcelona      | Estonia         | Erika Salumäe      | Niemcy          | Annett Neumann     | Holandia          | Ingrid Haringa | [ 35 ] |
| 1996, Atlanta        | Francja         | Félicia Ballanger  | Australia       | Michelle Ferris    | Holandia          | Ingrid Haringa | [ 36 ] |
| 2000, Sydney         | Francja         | Félicia Ballanger  | Rosja           | Oksana Griszyna    | Ukraina           | Iryna Janowycz | [ 37 ] |
| 2004, Ateny          | Kanada          | Lori-Ann Muenzer   | Rosja           | Tamiłła Abasowa    | Australia         | Anna Meares    | [ 38 ] |
| 2008, Pekin          | Wielka Brytania | Victoria Pendleton | Australia       | Anna Meares        |                   | Guo Shuang     | [ 39 ] |
| 2012, Londyn         | Australia       | Anna Meares        | Wielka Brytania | Victoria Pendleton |                   | Guo Shuang     | [ 40 ] |
| 2016, Rio de Janeiro | Niemcy          | Kristina Vogel     | Wielka Brytania | Rebecca James      | Wielka Brytania   | Katy Marchant  | [ 41 ] |

#### Keirin
Keirin kobiet zadebiutował podczas igrzysk olimpijskich w Londynie w 2012 roku. W tabeli przedstawiono medalistki w tej konkurencji w latach 2012–2016.
| Rok i miejsce        |                 | Złoto              |                 | Srebro        |           | Brąz        | Źr.    |
| -------------------- | --------------- | ------------------ | --------------- | ------------- | --------- | ----------- | ------ |
| 2012, Londyn         | Wielka Brytania | Victoria Pendleton |                 | Guo Shuang    | Hongkong  | Lee Wai Sze | [ 42 ] |
| 2016, Rio de Janeiro | Holandia        | Elis Ligtlee       | Wielka Brytania | Rebecca James | Australia | Anna Meares | [ 43 ] |

#### Omnium
Omnium kobiet zadebiutował podczas igrzysk olimpijskich w Londynie w 2012 roku. W tabeli przedstawiono medalistki w tej konkurencji w latach 2012–2016.
| Rok i miejsce        |                 | Złoto       |                   | Srebro       |           | Brąz              | Źr.    |
| -------------------- | --------------- | ----------- | ----------------- | ------------ | --------- | ----------------- | ------ |
| 2012, Londyn         | Wielka Brytania | Laura Trott | Stany Zjednoczone | Sarah Hammer | Australia | Annette Edmondson | [ 44 ] |
| 2016, Rio de Janeiro | Wielka Brytania | Laura Trott | Stany Zjednoczone | Sarah Hammer | Belgia    | Jolien D’Hoore    | [ 45 ] |

#### Wyścig punktowy
Wyścig punktowy kobiet był rozgrywany na igrzyskach olimpijskich w latach 1996–2008. Odbywał się na dystansie 20 km, na tej trasie zawodniczki zdobywały punkty za pokonanie lotnych premii czy za dublowanie peletonu. Jedyną zawodniczką, która w tej konkurencji zdobyła dwa medale olimpijskie, Olga Slusariewa – złota i brązowa medalistka w latach 2000–2004. W tabeli przedstawiono zawodniczki, które zdobyły medale w wyścigu punktowym.
| Rok i miejsce |          | Złoto                 |          | Srebro               |           | Brąz               | Źr.    |
| ------------- | -------- | --------------------- | -------- | -------------------- | --------- | ------------------ | ------ |
| 1996, Atlanta | Francja  | Nathalie Even-Lancien | Holandia | Ingrid Haringa       | Australia | Lucy Tyler-Sharman | [ 47 ] |
| 2000, Sydney  | Włochy   | Antonella Bellutti    | Holandia | Leontien van Moorsel | Rosja     | Olga Slusariewa    | [ 48 ] |
| 2004, Ateny   | Rosja    | Olga Slusariewa       | Meksyk   | Belem Guerrero       | Kolumbia  | María Luisa Calle  | [ 49 ] |
| 2008, Pekin   | Holandia | Marianne Vos          | Kuba     | Yoanka González      | Hiszpania | Leire Olaberria    | [ 50 ] |

#### Wyścig indywidualny na dochodzenie
Wyścig indywidualny na dochodzenie kobiet znajdował się w programie olimpijskim od 1992 do 2008 roku. Do 2004 roku dystans wynosił 3000 m, a w 2008 roku – 4000 m. Jedyną dwukrotną medalistką w tej konkurencji jest Leontien van Moorsel, w dorobku której znajduje się złoty i brązowy medal. Poniżej przedstawiono medalistki w wyścigu indywidualnym na dochodzenie kobiet w latach 1992–2008.
| Rok i miejsce   |                 | Złoto                |                 | Srebro            |                   | Brąz                 | Źr.    |
| --------------- | --------------- | -------------------- | --------------- | ----------------- | ----------------- | -------------------- | ------ |
| 1992, Barcelona | Niemcy          | Petra Rossner        | Australia       | Kathy Watt        | Stany Zjednoczone | Rebecca Twigg        | [ 52 ] |
| 1996, Atlanta   | Włochy          | Antonella Bellutti   | Francja         | Marion Clignet    | Niemcy            | Judith Arndt         | [ 53 ] |
| 2000, Sydney    | Holandia        | Leontien van Moorsel | Francja         | Marion Clignet    | Wielka Brytania   | Yvonne McGregor      | [ 54 ] |
| 2004, Ateny     | Nowa Zelandia   | Sarah Ulmer          | Australia       | Katie Mactier     | Holandia          | Leontien van Moorsel | [ 55 ] |
| 2008, Pekin     | Wielka Brytania | Rebecca Romero       | Wielka Brytania | Wendy Houvenaghel | Ukraina           | Łesia Kałytowśka     | [ 56 ] |

#### 500 m na czas
Wyścig na 500 m na czas rozegrano w ramach igrzysk olimpijskich w 2000 i 2004 roku. Poniżej przedstawiono medalistki tych zawodów.
| Rok i miejsce |           | Złoto             |           | Srebro          |          | Brąz             | Źr.    |
| ------------- | --------- | ----------------- | --------- | --------------- | -------- | ---------------- | ------ |
| 2000, Sydney  | Francja   | Félicia Ballanger | Australia | Michelle Ferris |          | Jiang Cuihua     | [ 57 ] |
| 2004, Ateny   | Australia | Anna Meares       |           | Jiang Yonghua   | Białoruś | Natalla Cylinska | [ 58 ] |

#### Wyścig drużynowy na dochodzenie
Wyścig drużynowy na dochodzenie kobiet od 2012 roku zastąpił ten sam wyścig rozgrywany w formacie indywidualnym. Podczas obu edycji igrzysk, na których konkurencja była rozgrywana, kolejność na podium olimpijskim była taka sama – złoto zdobyły Brytyjki, srebro Amerykanki, a brąz Kanadyjki. Joanna Rowsell i Laura Trott dwukrotnie zostały mistrzyniami olimpijskimi w tej konkurencji. W 2012 roku dystans wyścigu wyniósł 3000 m, a cztery lata później 4000 m. W zestawieniu ujęto medalistki w wyścigu drużynowym na dochodzenie kobiet z lat 2012–2016.
| Rok i miejsce        | Złoto                                                                    | Srebro                                                      | Brąz                                                                               | Źr.    |
| -------------------- | ------------------------------------------------------------------------ | ----------------------------------------------------------- | ---------------------------------------------------------------------------------- | ------ |
| 2012, Londyn         | Wielka Brytania Danielle King Laura Trott Joanna Rowsell                 | USA Sarah Hammer Dotsie Bausch Lauren Tamayo Jennie Reed    | Kanada Tara Whitten Gillian Carleton Jasmin Glaesser                               | [ 60 ] |
| 2016, Rio de Janeiro | Wielka Brytania Katie Archibald Laura Trott Elinor Barker Joanna Rowsell | USA Sarah Hammer Kelly Catlin Chloé Dygert Jennifer Valente | Kanada Allison Beveridge Jasmin Glaesser Kirsti Lay Georgia Simmerling Laura Brown | [ 61 ] |

#### Sprint drużynowy
Sprint drużynowy kobiet wprowadzony został do programu igrzysk olimpijskich w 2012 roku. Trzy zawodniczki zdobyły w tej konkurencji po dwa medale, najbardziej utytułowaną jest Gong Jinjie, w dorobku której jest złoty i srebrny medal. W tabeli przedstawiono medalistki w sprincie drużynowym w latach 2012–2016.
| Rok i miejsce        | Złoto                              | Srebro                                   | Brąz                                   | Źr.    |
| -------------------- | ---------------------------------- | ---------------------------------------- | -------------------------------------- | ------ |
| 2012, Londyn         | Niemcy Kristina Vogel Miriam Welte | ChRL Gong Jinjie Guo Shuang              | Australia Kaarle McCulloch Anna Meares | [ 63 ] |
| 2016, Rio de Janeiro | ChRL Gong Jinjie Zhong Tianshi     | Rosja Darja Szmielowa Anastasija Wojnowa | Niemcy Miriam Welte Kristina Vogel     | [ 64 ] |

### Kolarstwo górskie

#### Cross-country
Kolarstwo górskie zadebiutowało na igrzyskach olimpijskich w 1996 roku w Atlancie. Podczas tych igrzysk dystans do pokonania przez zawodniczki wyniósł 31,9 km, w 2000 roku w Sydney – 35,5 km, w 2004 roku w Atenach – 31,3 km, w 2008 roku w Pekinie – 26,7 km, w 2012 roku w Londynie – 29,26 km, a w 2016 roku w Rio de Janeiro – 29,67 km.
W tej konkurencji najbardziej utytułowaną zawodniczką jest Paola Pezzo z dwoma złotymi medalami olimpijskimi w 1996 i 2000 roku. Trzykrotnie na podium stanęła Sabine Spitz, zdobywając po jednym medalu każdego koloru. W tabeli ujęto zawodniczki, które przynajmniej raz stanęły na podium olimpijskim w tej konkurencji w latach 1996–2016.
| Rok i miejsce        |          | Złoto           |        | Srebro               |                   | Brąz              | Źr.    |
| -------------------- | -------- | --------------- | ------ | -------------------- | ----------------- | ----------------- | ------ |
| 1996, Atlanta        | Włochy   | Paola Pezzo     | Kanada | Alison Sydor         | Stany Zjednoczone | Susan DeMattei    | [ 72 ] |
| 2000, Sydney         | Włochy   | Paola Pezzo     |        | Barbara Blatter      | Hiszpania         | Margarita Fullana | [ 73 ] |
| 2004, Ateny          | Norwegia | Gunn-Rita Dahle | Kanada | Marie-Hélène Prémont | Niemcy            | Sabine Spitz      | [ 74 ] |
| 2008, Pekin          | Niemcy   | Sabine Spitz    | Polska | Maja Włoszczowska    | Rosja             | Irina Kalentjewa  | [ 68 ] |
| 2012, Londyn         | Francja  | Julie Bresset   | Niemcy | Sabine Spitz         | Stany Zjednoczone | Georgia Gould     | [ 75 ] |
| 2016, Rio de Janeiro | Szwecja  | Jenny Rissveds  | Polska | Maja Włoszczowska    | Kanada            | Catharine Pendrel | [ 70 ] |

### Kolarstwo BMX

#### Wyścig indywidualny
Kolarstwo BMX po raz pierwszy znalazło się w programie olimpijskim podczas igrzysk w Pekinie w 2008 roku. Rozgrywane są wyścigi indywidualne, w których w poszczególnych rundach (półfinałach i finałach) bierze udział po osiem zawodniczek. Czas przejazdu wynosi ok. 30 sekund, a dystans wyścigu to 350 m. Dwukrotnie mistrzynią olimpijską w tej konkurencji została Mariana Pajón, jako jedyna dwukrotnie stanęła na podium olimpijskim. W tabeli przedstawiono medalistki w kolarstwie BMX w latach 2008–2016.
| Rok i miejsce        |          | Złoto                  |                   | Srebro                |                   | Brąz              | Źr.    |
| -------------------- | -------- | ---------------------- | ----------------- | --------------------- | ----------------- | ----------------- | ------ |
| 2008, Pekin          | Francja  | Anne-Caroline Chausson | Francja           | Laëtitia Le Corguillé | Stany Zjednoczone | Jill Kintner      | [ 79 ] |
| 2012, Londyn         | Kolumbia | Mariana Pajón          | Nowa Zelandia     | Sarah Walker          | Holandia          | Laura Smulders    | [ 80 ] |
| 2016, Rio de Janeiro | Kolumbia | Mariana Pajón          | Stany Zjednoczone | Alise Post            | Wenezuela         | Stefany Hernández | [ 81 ] |

## Klasyfikacje medalowe

### Klasyfikacja zawodniczek
W poniższym zestawieniu ujęto klasyfikację zawodniczek, które zdobyły przynajmniej jeden medal olimpijski w kolarstwie. W przypadku, gdy dana zawodniczka reprezentowała więcej niż jeden kraj, podano wszystkie państwa, dla których zdobyła medale olimpijskie. W przypadku, gdy dwie lub więcej zawodniczek zdobyło tę samą liczbę medali wszystkich kolorów, wzięto pod uwagę najpierw kolejność chronologiczną, a następnie porządek alfabetyczny.
| Miejsce | Zawodniczka            | Państwo         | Lata      | Złoto | Srebro | Brąz | Razem |
| ------- | ---------------------- | --------------- | --------- | ----- | ------ | ---- | ----- |
| 1.      | Leontien van Moorsel   | Holandia        | 2000–2004 | 4     | 1      | –    | 5     |
| 2.      | Laura Trott            | Wielka Brytania | 2012–2016 | 4     | –      | –    | 4     |
| 3.      | Félicia Ballanger      | Francja         | 1996–2000 | 3     | –      | –    | 3     |
| 3.      | Kristin Armstrong      | USA             | 2008–2016 | 3     | –      | –    | 3     |
| 5.      | Anna Meares            | Australia       | 2004–2016 | 2     | 1      | 3    | 6     |
| 6.      | Victoria Pendleton     | Wielka Brytania | 2008–2012 | 2     | 1      | –    | 3     |
| 7.      | Kristina Vogel         | Niemcy          | 2012–2016 | 2     | –      | 1    | 3     |
| 8.      | Erika Salumäe          | ZSRR Estonia    | 1988–1992 | 2     | –      | –    | 2     |
| 8.      | Antonella Bellutti     | Włochy          | 1996–2000 | 2     | –      | –    | 2     |
| 8.      | Paola Pezzo            | Włochy          | 1996–2000 | 2     | –      | –    | 2     |
| 8.      | Marianne Vos           | Holandia        | 2008–2012 | 2     | –      | –    | 2     |
| 8.      | Mariana Pajón          | Kolumbia        | 2012–2016 | 2     | –      | –    | 2     |
| 8.      | Joanna Rowsell         | Wielka Brytania | 2012–2016 | 2     | –      | –    | 2     |
| 14.     | Jeannie Longo-Ciprelli | Francja         | 1992–2000 | 1     | 2      | 1    | 4     |
| 15.     | Sabine Spitz           | Niemcy          | 2004–2012 | 1     | 1      | 1    | 3     |
| 16.     | Kathy Watt             | Australia       | 1992      | 1     | 1      | –    | 2     |
| 16.     | Gong Jinjie            | ChRL            | 2012–2016 | 1     | 1      | –    | 2     |
| 18.     | Olga Slusariewa        | Rosja           | 2000–2004 | 1     | –      | 2    | 3     |
| 19.     | Monique Knol           | Holandia        | 1988–1992 | 1     | –      | 1    | 2     |
| 19.     | Miriam Welte           | Niemcy          | 2012–2016 | 1     | –      | 1    | 2     |
| 19.     | Anna van der Breggen   | Holandia        | 2016      | 1     | –      | 1    | 2     |
| 22.     | Connie Carpenter       | USA             | 1984      | 1     | –      | –    | 1     |
| 22.     | Petra Rossner          | Niemcy          | 1992      | 1     | –      | –    | 1     |
| 22.     | Nathalie Even-Lancien  | Francja         | 1996      | 1     | –      | –    | 1     |
| 22.     | Zulfija Zabirowa       | Rosja           | 1996      | 1     | –      | –    | 1     |
| 22.     | Sara Carrigan          | Australia       | 2004      | 1     | –      | –    | 1     |
| 22.     | Gunn-Rita Dahle        | Norwegia        | 2004      | 1     | –      | –    | 1     |
| 22.     | Lori-Ann Muenzer       | Kanada          | 2004      | 1     | –      | –    | 1     |
| 22.     | Sarah Ulmer            | Nowa Zelandia   | 2004      | 1     | –      | –    | 1     |
| 22.     | Anne-Caroline Chausson | Francja         | 2008      | 1     | –      | –    | 1     |
| 22.     | Nicole Cooke           | Wielka Brytania | 2008      | 1     | –      | –    | 1     |
| 22.     | Rebecca Romero         | Wielka Brytania | 2008      | 1     | –      | –    | 1     |
| 22.     | Julie Bresset          | Francja         | 2012      | 1     | –      | –    | 1     |
| 22.     | Danielle King          | Wielka Brytania | 2012      | 1     | –      | –    | 1     |
| 22.     | Katie Archibald        | Wielka Brytania | 2016      | 1     | –      | –    | 1     |
| 22.     | Elinor Barker          | Wielka Brytania | 2016      | 1     | –      | –    | 1     |
| 22.     | Elis Ligtlee           | Holandia        | 2016      | 1     | –      | –    | 1     |
| 22.     | Jenny Rissveds         | Szwecja         | 2016      | 1     | –      | –    | 1     |
| 22.     | Zhong Tianshi          | ChRL            | 2016      | 1     | –      | –    | 1     |
| 40.     | Sarah Hammer           | USA             | 2012–2016 | –     | 4      | –    | 4     |
| 41.     | Guo Shuang             | ChRL            | 2008–2012 | –     | 2      | 2    | 4     |
| 42.     | Judith Arndt           | Niemcy          | 1996–2012 | –     | 2      | 1    | 3     |
| 43.     | Marion Clignet         | Francja         | 1996–2000 | –     | 2      | –    | 2     |
| 43.     | Michelle Ferris        | Australia       | 1996–2000 | –     | 2      | –    | 2     |
| 43.     | Emma Johansson         | Szwecja         | 2008–2016 | –     | 2      | –    | 2     |
| 43.     | Maja Włoszczowska      | Polska          | 2008–2016 | –     | 2      | –    | 2     |
| 43.     | Rebecca James          | Wielka Brytania | 2016      | –     | 2      | –    | 2     |
| 48.     | Ingrid Haringa         | Holandia        | 1992–1996 | –     | 1      | 2    | 3     |
| 48.     | Olga Zabielinska       | Rosja           | 2012–2016 | –     | 1      | 2    | 3     |
| 50.     | Rebecca Twigg          | USA             | 1984–1992 | –     | 1      | 1    | 2     |
| 51.     | Christa Luding         | NRD             | 1988      | –     | 1      | –    | 1     |
| 51.     | Jutta Niehaus          | RFN             | 1988      | –     | 1      | –    | 1     |
| 51.     | Annett Neumann         | Niemcy          | 1992      | –     | 1      | –    | 1     |
| 51.     | Imelda Chiappa         | Włochy          | 1996      | –     | 1      | –    | 1     |
| 51.     | Alison Sydor           | Kanada          | 1996      | –     | 1      | –    | 1     |
| 51.     | Barbara Blatter        | Szwajcaria      | 2000      | –     | 1      | –    | 1     |
| 51.     | Oksana Griszyna        | Rosja           | 2000      | –     | 1      | –    | 1     |
| 51.     | Mari Holden            | USA             | 2000      | –     | 1      | –    | 1     |
| 51.     | Hanka Kupfernagel      | Niemcy          | 2000      | –     | 1      | –    | 1     |
| 51.     | Tamiłła Abasowa        | Rosja           | 2004      | –     | 1      | –    | 1     |
| 51.     | Dede Barry             | USA             | 2004      | –     | 1      | –    | 1     |
| 51.     | Belem Guerrero         | Meksyk          | 2004      | –     | 1      | –    | 1     |
| 51.     | Jiang Yonghua          | ChRL            | 2004      | –     | 1      | –    | 1     |
| 51.     | Katie Mactier          | Australia       | 2004      | –     | 1      | –    | 1     |
| 51.     | Marie-Hélène Prémont   | Kanada          | 2004      | –     | 1      | –    | 1     |
| 51.     | Laëtitia Le Corguillé  | Francja         | 2008      | –     | 1      | –    | 1     |
| 51.     | Yoanka González        | Kuba            | 2008      | –     | 1      | –    | 1     |
| 51.     | Wendy Houvenaghel      | Wielka Brytania | 2008      | –     | 1      | –    | 1     |
| 51.     | Emma Pooley            | Wielka Brytania | 2008      | –     | 1      | –    | 1     |
| 51.     | Elizabeth Armitstead   | Wielka Brytania | 2012      | –     | 1      | –    | 1     |
| 51.     | Dotsie Bausch          | USA             | 2012      | –     | 1      | –    | 1     |
| 51.     | Jennie Reed            | USA             | 2012      | –     | 1      | –    | 1     |
| 51.     | Lauren Tamayo          | USA             | 2012      | –     | 1      | –    | 1     |
| 51.     | Sarah Walker           | Nowa Zelandia   | 2012      | –     | 1      | –    | 1     |
| 51.     | Kelly Catlin           | USA             | 2016      | –     | 1      | –    | 1     |
| 51.     | Chloe Dygert           | USA             | 2016      | –     | 1      | –    | 1     |
| 51.     | Alise Post             | USA             | 2016      | –     | 1      | –    | 1     |
| 51.     | Darja Szmielowa        | Rosja           | 2016      | –     | 1      | –    | 1     |
| 51.     | Jennifer Valente       | USA             | 2016      | –     | 1      | –    | 1     |
| 51.     | Anastasija Wojnowa     | Rosja           | 2016      | –     | 1      | –    | 1     |
| 81.     | Clara Hughes           | Kanada          | 1996      | –     | –      | 2    | 2     |
| 81.     | Karin Thürig           | Szwajcaria      | 2004–2008 | –     | –      | 2    | 2     |
| 81.     | Jasmin Glaesser        | Kanada          | 2012–2016 | –     | –      | 2    | 2     |
| 84.     | Sandra Schumacher      | RFN             | 1984      | –     | –      | 1    | 1     |
| 84.     | Connie Young           | USA             | 1988      | –     | –      | 1    | 1     |
| 84.     | Laima Zilporytė        | ZSRR            | 1988      | –     | –      | 1    | 1     |
| 84.     | Susan DeMattei         | USA             | 1996      | –     | –      | 1    | 1     |
| 84.     | Lucy Tyler-Sharman     | Australia       | 1996      | –     | –      | 1    | 1     |
| 84.     | Margarita Fullana      | Hiszpania       | 2000      | –     | –      | 1    | 1     |
| 84.     | Iryna Janowycz         | Ukraina         | 2000      | –     | –      | 1    | 1     |
| 84.     | Jiang Cuihua           | ChRL            | 2000      | –     | –      | 1    | 1     |
| 84.     | Yvonne McGregor        | Wielka Brytania | 2000      | –     | –      | 1    | 1     |
| 84.     | Diana Žiliūtė          | Litwa           | 2000      | –     | –      | 1    | 1     |
| 84.     | María Luisa Calle      | Kolumbia        | 2004      | –     | –      | 1    | 1     |
| 84.     | Natalla Cylinska       | Białoruś        | 2004      | –     | –      | 1    | 1     |
| 84.     | Tatiana Guderzo        | Włochy          | 2008      | –     | –      | 1    | 1     |
| 84.     | Irina Kalentjewa       | Rosja           | 2008      | –     | –      | 1    | 1     |
| 84.     | Łesia Kałytowśka       | Ukraina         | 2008      | –     | –      | 1    | 1     |
| 84.     | Jill Kintner           | USA             | 2008      | –     | –      | 1    | 1     |
| 84.     | Leire Olaberria        | Hiszpania       | 2008      | –     | –      | 1    | 1     |
| 84.     | Gillian Carleton       | Kanada          | 2012      | –     | –      | 1    | 1     |
| 84.     | Annette Edmondson      | Australia       | 2012      | –     | –      | 1    | 1     |
| 84.     | Georgia Gould          | USA             | 2012      | –     | –      | 1    | 1     |
| 84.     | Lee Wai Sze            | Hongkong        | 2012      | –     | –      | 1    | 1     |
| 84.     | Kaarle McCulloch       | Australia       | 2012      | –     | –      | 1    | 1     |
| 84.     | Laura Smulders         | Holandia        | 2012      | –     | –      | 1    | 1     |
| 84.     | Tara Whitten           | Kanada          | 2012      | –     | –      | 1    | 1     |
| 84.     | Allison Beveridge      | Kanada          | 2016      | –     | –      | 1    | 1     |
| 84.     | Laura Brown            | Kanada          | 2016      | –     | –      | 1    | 1     |
| 84.     | Jolien D’Hoore         | Belgia          | 2016      | –     | –      | 1    | 1     |
| 84.     | Stefany Hernández      | Wenezuela       | 2016      | –     | –      | 1    | 1     |
| 84.     | Kirsti Lay             | Kanada          | 2016      | –     | –      | 1    | 1     |
| 84.     | Elisa Longo Borghini   | Włochy          | 2016      | –     | –      | 1    | 1     |
| 84.     | Katy Marchant          | Wielka Brytania | 2016      | –     | –      | 1    | 1     |
| 84.     | Catharine Pendrel      | Kanada          | 2016      | –     | –      | 1    | 1     |
| 84.     | Georgia Simmerling     | Kanada          | 2016      | –     | –      | 1    | 1     |

### Klasyfikacja państw
Poniższa tabela przedstawia klasyfikację państw, które zdobyły przynajmniej jeden medal olimpijski w kolarstwie kobiet. Uwzględniono wspólnie medale zdobyte przez kobiety w kolarstwie szosowym, torowym, górskim i BMX.
| Miejsce | Państwo         | Złoto | Srebro | Brąz | Razem |
| ------- | --------------- | ----- | ------ | ---- | ----- |
| 1.      | Holandia        | 9     | 2      | 6    | 17    |
| 2.      | Wielka Brytania | 8     | 6      | 2    | 16    |
| 3.      | Francja         | 7     | 5      | 1    | 13    |
| 4.      | USA             | 4     | 8      | 5    | 17    |
| 5.      | Niemcy RFN      | 4     | 6      | 4    | 14    |
| 6.      | Australia       | 4     | 5      | 5    | 14    |
| 7.      | Włochy          | 4     | 1      | 2    | 7     |
| 8.      | Rosja           | 2     | 4      | 5    | 11    |
| 9.      | Kolumbia        | 2     | –      | 1    | 3     |
| 10.     | ChRL            | 1     | 3      | 3    | 7     |
| 11.     | Kanada          | 1     | 2      | 5    | 8     |
| 12.     | Szwecja         | 1     | 2      | –    | 3     |
| 13.     | Nowa Zelandia   | 1     | 1      | –    | 2     |
| 14.     | ZSRR            | 1     | –      | 1    | 2     |
| 15.     | Estonia         | 1     | –      | –    | 1     |
| 15.     | Norwegia        | 1     | –      | –    | 1     |
| 17.     | Polska          | –     | 2      | –    | 2     |
| 18.     | Szwajcaria      | –     | 1      | 2    | 3     |
| 19.     | Kuba            | –     | 1      | –    | 1     |
| 19.     | Meksyk          | –     | 1      | –    | 1     |
| 19.     | NRD             | –     | 1      | –    | 1     |
| 22.     | Hiszpania       | –     | –      | 2    | 2     |
| 22.     | Ukraina         | –     | –      | 2    | 2     |
| 24.     | Belgia          | –     | –      | 1    | 1     |
| 24.     | Białoruś        | –     | –      | 1    | 1     |
| 24.     | Hongkong        | –     | –      | 1    | 1     |
| 24.     | Litwa           | –     | –      | 1    | 1     |
| 24.     | Wenezuela       | –     | –      | 1    | 1     |

#### Klasyfikacja państw według lat
W poniższej tabeli zestawiono państwa według liczby medali zdobytych w kolarstwie kobiet podczas kolejnych edycji letnich igrzysk olimpijskich. Przedstawiono sumę wszystkich medali (złotych, srebrnych i brązowych) we wszystkich konkurencjach łącznie.
| Państwo         | '84 | '88 | '92 | '96 | '00 | '04 | '08 | '12 | '16 | suma |
| --------------- | --- | --- | --- | --- | --- | --- | --- | --- | --- | ---- |
| Australia       | –   | –   | 2   | 2   | 1   | 4   | 1   | 3   | 1   | 14   |
| Belgia          | –   | –   | –   | –   | –   | –   | –   | –   | 1   | 1    |
| Białoruś        | –   | –   | –   | –   | –   | 1   | –   | –   | –   | 1    |
| ChRL            | –   | –   | –   | –   | 1   | 1   | 1   | 3   | 1   | 7    |
| Estonia         | –   | –   | 1   | –   | –   | –   | –   | –   | –   | 1    |
| Francja         | –   | –   | 1   | 5   | 4   | –   | 2   | 1   | –   | 13   |
| Hiszpania       | –   | –   | –   | –   | 1   | –   | 1   | –   | –   | 2    |
| Holandia        | –   | 1   | 2   | 2   | 4   | 2   | 1   | 2   | 3   | 17   |
| Hongkong        | –   | –   | –   | –   | –   | –   | –   | 1   | –   | 1    |
| Kanada          | –   | –   | –   | 3   | –   | 2   | –   | 1   | 2   | 8    |
| Kolumbia        | –   | –   | –   | –   | –   | 1   | –   | 1   | 1   | 3    |
| Kuba            | –   | –   | –   | –   | –   | –   | 1   | –   | –   | 1    |
| Litwa           | –   | –   | –   | –   | 1   | –   | –   | –   | –   | 1    |
| Meksyk          | –   | –   | –   | –   | –   | 1   | –   | –   | –   | 1    |
| Niemcy RFN      | 1   | 1   | 2   | 1   | 1   | 2   | 1   | 3   | 2   | 14   |
| NRD             | –   | 1   | –   | –   | –   | –   | –   | –   | –   | 1    |
| Norwegia        | –   | –   | –   | –   | –   | 1   | –   | –   | –   | 1    |
| Nowa Zelandia   | –   | –   | –   | –   | –   | 1   | –   | 1   | –   | 2    |
| Polska          | –   | –   | –   | –   | –   | –   | 1   | –   | 1   | 2    |
| Rosja           | –   | –   | –   | 1   | 2   | 3   | 1   | 2   | 2   | 11   |
| Szwajcaria      | –   | –   | –   | –   | 1   | 1   | 1   | –   | –   | 3    |
| Szwecja         | –   | –   | –   | –   | –   | –   | 1   | –   | 2   | 3    |
| Ukraina         | –   | –   | –   | –   | 1   | –   | 1   | –   | –   | 2    |
| USA             | 2   | 1   | 1   | 1   | 1   | 1   | 2   | 4   | 4   | 17   |
| Wenezuela       | –   | –   | –   | –   | –   | –   | –   | –   | 1   | 1    |
| Wielka Brytania | –   | –   | –   | –   | 1   | –   | 5   | 5   | 5   | 16   |
| Włochy          | –   | –   | –   | 3   | 2   | –   | 1   | –   | 1   | 7    |
| ZSRR            | –   | 2   | –   | –   | –   | –   | –   | –   | –   | 2    |
| Suma            | 3   | 6   | 9   | 18  | 21  | 21  | 21  | 27  | 27  | 153  |

#### Klasyfikacja państw według konkurencji
W poniższej tabeli przedstawiono liczbę medali zdobytych przez poszczególne państwa w konkurencjach w kolarstwie kobiet. Zastosowano następujące skróty:
- RR – kolarstwo szosowe – wyścig ze startu wspólnego,
- TT – kolarstwo szosowe – jazda indywidualna na czas,
- SP i – kolarstwo torowe – sprint indywidualny,
- KE – kolarstwo torowe – keirin,
- OM – kolarstwo torowe – omnium,
- PR – kolarstwo torowe – wyścig punktowy,
- PU i – kolarstwo torowe – wyścig indywidualny na dochodzenie,
- 500 – kolarstwo torowe – 500 m na czas,
- PU t – kolarstwo torowe – wyścig drużynowy na dochodzenie,
- SP t – kolarstwo torowe – sprint drużynowy,
- CC – kolarstwo górskie – cross-country,
- BMX – kolarstwo BMX – wyścig indywidualny.

| Państwo         | RR | TT | SP i | KE | OM | PR | PU i | 500 | PU t | SP t | CC | BMX | Suma |
| --------------- | -- | -- | ---- | -- | -- | -- | ---- | --- | ---- | ---- | -- | --- | ---- |
| Australia       | 2  | –  | 4    | 1  | 1  | 1  | 2    | 2   | –    | 1    | –  | –   | 14   |
| Belgia          | –  | –  | –    | –  | 1  | –  | –    | –   | –    | –    | –  | –   | 1    |
| Białoruś        | –  | –  | –    | –  | –  | –  | –    | 1   | –    | –    | –  | –   | 1    |
| ChRL            | –  | –  | 2    | 1  | –  | –  | –    | 2   | –    | 2    | –  | –   | 7    |
| Estonia         | –  | –  | 1    | –  | –  | –  | –    | –   | –    | –    | –  | –   | 1    |
| Francja         | 2  | 2  | 2    | –  | –  | 1  | 2    | 1   | –    | –    | 1  | 2   | 13   |
| Hiszpania       | –  | –  | –    | –  | –  | 1  | –    | –   | –    | –    | 1  | –   | 2    |
| Holandia        | 5  | 3  | 2    | 1  | –  | 3  | 2    | –   | –    | –    | –  | 1   | 17   |
| Hongkong        | –  | –  | –    | 1  | –  | –  | –    | –   | –    | –    | –  | –   | 1    |
| Kanada          | 1  | 1  | 1    | –  | –  | –  | –    | –   | 2    | –    | 3  | –   | 8    |
| Kolumbia        | –  | –  | –    | –  | –  | 1  | –    | –   | –    | –    | –  | 2   | 3    |
| Kuba            | –  | –  | –    | –  | –  | 1  | –    | –   | –    | –    | –  | –   | 1    |
| Litwa           | 1  | –  | –    | –  | –  | –  | –    | –   | –    | –    | –  | –   | 1    |
| Meksyk          | –  | –  | –    | –  | –  | 1  | –    | –   | –    | –    | –  | –   | 1    |
| Niemcy RFN      | 4  | 1  | 2    | –  | –  | –  | 2    | –   | –    | 2    | 3  | –   | 14   |
| NRD             | –  | –  | 1    | –  | –  | –  | –    | –   | –    | –    | –  | –   | 1    |
| Norwegia        | –  | –  | –    | –  | –  | –  | –    | –   | –    | –    | 1  | –   | 1    |
| Nowa Zelandia   | –  | –  | –    | –  | –  | –  | 1    | –   | –    | –    | –  | 1   | 2    |
| Polska          | –  | –  | –    | –  | –  | –  | –    | –   | –    | –    | 2  | –   | 2    |
| Rosja           | 2  | 3  | 2    | –  | –  | 2  | –    | –   | –    | 1    | 1  | –   | 11   |
| Szwajcaria      | –  | 2  | –    | –  | –  | –  | –    | –   | –    | –    | 1  | –   | 3    |
| Szwecja         | 2  | –  | –    | –  | –  | –  | –    | –   | –    | –    | 1  | –   | 3    |
| Ukraina         | –  | –  | 1    | –  | –  | –  | 1    | –   | –    | –    | –  | –   | 2    |
| USA             | 2  | 5  | 1    | –  | 2  | –  | 1    | –   | 2    | –    | 2  | 2   | 17   |
| Wenezuela       | –  | –  | –    | –  | –  | –  | –    | –   | –    | –    | –  | 1   | 1    |
| Wielka Brytania | 2  | 1  | 4    | 2  | 2  | –  | 3    | –   | 2    | –    | –  | –   | 16   |
| Włochy          | 3  | –  | –    | –  | –  | 1  | 1    | –   | –    | –    | 2  | –   | 7    |
| ZSRR            | 1  | –  | 1    | –  | –  | –  | –    | –   | –    | –    | –  | –   | 2    |
| Suma            | 27 | 18 | 24   | 6  | 6  | 12 | 15   | 6   | 6    | 6    | 18 | 9   | 153  |